# Great Houghton (Yorkshire du Sud)
Pour les articles homonymes, voir Great Houghton.
Great Houghton est un village et une paroisse civile du Yorkshire du Sud, en Angleterre.